# Rostpannad prinia
Rostpannad prinia (Prinia rufifrons) är en fågel i familjen cistikolor inom ordningen tättingar.

## Utseende och läte
Rostpannad prinia är en slank sångare med lång stjärt som ofta hålls rest och vaggas från sidan till sida. Ovansidan är gråbrun, undersidan vitaktig. På vingarna syns vita teckningar, liksom på yttre stjärtpennorna. Den liknar andra prinior i formen men skiljer sig genom tydligt rostfärgad panna. Sången består av långa serier med en melodisk eller grälande ton, ibland avslutad av en kortare serie med en annan ton. Den lilknar blek prinia men är generellt mycket mer varierad.

## Utbredning och systematik
Rostpannad prinia delas in i tre underarter i två grupper med följande utbredning:
- rufifrons-gruppen
  - rufifrons – Tchad till norra Sudan, nordöstra Etiopien, Djibouti och nordvästra Somalia
  - smithi – Sydsudan till sydöstra Etiopien, Somalia, nordostligaste Uganda, Kenya och nordöstra Tanzania
- rufidorsalis – sydöstra Kenya (Tsavo)

### Släktestillhörighet
Arten har en brokig taxonomisk historia och har placerats både i Apalis, tillsammans med sahelsångaren i Spiloptila samt i det egna släktet Urorhipis. DNA-studier visar dock att den är en del av Prinia och därför flyttats dit.

### Familjetillhörighet
Cistikolorna behandlades tidigare som en del av den stora familjen sångare (Sylviidae). Genetiska studier har dock visat att sångarna inte är varandras närmaste släktingar. Istället är de en del av en klad som även omfattar timalior, lärkor, bulbyler, stjärtmesar och svalor. Idag delas därför Sylviidae upp i ett antal familjer, däribland Cisticolidae.

## Levnadssätt
Rostpannad prinia hittas i torr törnsavann och törnbuskmarker. Där ses den vanligen i par.

## Status
Arten har ett stort utbredningsområde och beståndet anses stabilt. Internationella naturvårdsunionen IUCN listar den därför som livskraftig (LC).

## Namn
Prinia kommer av Prinya, det javanesiska namnet för bandvingad prinia (Prinia familiaris).